# Ruta de Rhode Island 15
La Ruta de Rhode Island 15, y abreviada R.I. 15 (en inglés: Rhode Island Route 15) es una carretera estatal estadounidense ubicada en el estado de Rhode Island. La carretera inicia en el Oeste desde la US 44     en North Providence hacia el Este en la MA 15     en Seekonk. La carretera tiene una longitud de 13,5 km (8.4 mi).

## Mantenimiento
Al igual que las autopistas interestatales, y las rutas federales y el resto de carreteras estatales, la Ruta de Rhode Island 15 es administrada y mantenida por el Departamento de Transporte de Rhode Island por sus siglas en inglés RIDOT.

## Cruces
La Ruta de Rhode Island 15 es atravesada principalmente por la Ruta 146  , Ruta 114 , US 1 y I 95 en Johnston y Pawtucket.